# Kreis Dunaújváros
Dunaújváros (ungarisch Dunaújvárosi járás) ist ein Kreis im Südosten des mittelungarischen Komitats Fejér. Er grenzt im Nordosten an das Komitat Pest, im Südosten an das Komitat Bács-Kiskun und im Süden an das Komitat Tolna. Intern wird es von den Kreisen Martonvásár, Gárdony, Sárbogárd und Székesfehérvár (Gemeinde Sárosd, nur ca. 2 km Grenze) umgeben.

## Geschichte
Der Kreis entstand als Nachfolger des gleichnamigen Kleingebietes (ungarisch Dunaújvárosi  kistérség) mit allen 9 Gemeinden. Das entsprach 76,05 % der Bevölkerung auf 42,8 % der Fläche des Kleingebietes. Vergrößert wurde der Kreis außerdem um 7 der 8 Gemeinden aus dem nördlicher gelegenen Kleingebiet Adony.

## Gemeindeübersicht
Der Kreis Dunaújváros hat eine durchschnittliche Gemeindegröße von 5.614 Einwohnern auf einer Fläche von 40,63 Quadratkilometern. Die Bevölkerungsdichte des zweitbevölkerungsreichsten Kreises beträgt etwa das Anderthalbfache des Komitatswertes. Verwaltungssitz ist die größte Stadt Dunaújváros, im Osten des Kreises gelegen. Die Stadt ist schon seit Ende 1990 einem Komitat gleichgestellt (ungarisch Megyei jogú város).
| Gemeinde          | Status       | Herkunft Kleingebiet | Einwohnerzahl | Einwohnerzahl | Einwohnerzahl | Fläche     | Bevölkerungs- dichte (Ew./km²) |
| Gemeinde          | Status       | Herkunft Kleingebiet | 01.10.2011    | 01.01.2013    | 01.01.2016    | 01.01.2016 | Bevölkerungs- dichte (Ew./km²) |
| ----------------- | ------------ | -------------------- | ------------- | ------------- | ------------- | ---------- | ------------------------------ |
| Adony             | Stadt        | Adony                | 3.717         | 3.714         | 3.686         | 61,05      | 60,4                           |
| Baracs            | Gemeinde     | Dunaújváros          | 3.419         | 3.360         | 3.383         | 55,18      | 61,3                           |
| Beloiannisz       | Gemeinde     | Adony                | 1.068         | 1.049         | 1.013         | 4,54       | 223,1                          |
| Besnyő            | Gemeinde     | Adony                | 1.752         | 1.737         | 1.693         | 44,64      | 37,9                           |
| Daruszentmiklós   | Gemeinde     | Dunaújváros          | 1.308         | 1.302         | 1.297         | 19,12      | 67,8                           |
| Dunaújváros       | Stadt        | Dunaújváros          | 48.484        | 46.813        | 45.354        | 52,67      | 861,1                          |
| Előszállás        | Großgemeinde | Dunaújváros          | 2.376         | 2.365         | 2.267         | 39,98      | 56,7                           |
| Iváncsa           | Gemeinde     | Adony                | 2.854         | 2.823         | 2.730         | 25,17      | 108,5                          |
| Kisapostag        | Gemeinde     | Dunaújváros          | 1.402         | 1.385         | 1.349         | 9,58       | 140,8                          |
| Kulcs             | Gemeinde     | Adony                | 2.662         | 2.665         | 2.724         | 16,73      | 162,8                          |
| Mezőfalva         | Großgemeinde | Dunaújváros          | 4.721         | 4.720         | 4.697         | 80,42      | 58,4                           |
| Nagykarácsony     | Gemeinde     | Dunaújváros          | 1.348         | 1.333         | 1.296         | 30,46      | 42,5                           |
| Nagyvenyim        | Gemeinde     | Dunaújváros          | 4.874         | 4.096         | 4.034         | 43,68      | 92,4                           |
| Perkáta           | Großgemeinde | Adony                | 3.911         | 3.987         | 3.887         | 74,52      | 52,2                           |
| Pusztaszabolcs    | Stadt        | Adony                | 6.099         | 6.026         | 5.847         | 51,67      | 113,2                          |
| Rácalmás          | Stadt        | Dunaújváros          | 4.419         | 4.479         | 4.561         | 40,64      | 112,2                          |
| Kreis Dunaújváros |              |                      | 94.414        | 91.854        | 89.818        | 650,05     | 138,2                          |